# Церква ікони Божої Матері «Одигітрія» (Заплавська)
 Церква ікони Божої Матері «Одигітрія»  (рос. Церковь иконы Божией Матери «Одигитрия») — православний храм у станиці Заплавська, Жовтневий район, Ростовська область, Росія. Відноситься до Шахтинської і Миллеровской єпархії. Збудована в 1834 році і є об'єктом культурної спадщини Росії  .

## Історія
Перша церква в станиці Заплавська в ім'я ікони Божої Матері «Одигітрія» була дерев'яною. Вона була закладена 4 квітня 1780 року при станичном отамана Михайла Кужелеве. Була освячена 28 липня 1781 року, а дзвіниця до неї була зведена в 1793 році.
У 1804 році станичники звернулися у Військову канцелярію з проханням про будівництво нової церкви, але тоді вони отримали відмову. У 1811 році звернулися повторно, оскільки стара церква значно занепала. 23 березня 1811 року ним було видано дозвіл на будівництво нової кам'яної трьохпрестольної церкви.
Цегляна церква в стилі пізнього класицизму (ампіру) мала два придела: правим в ім'я святого Апостола і Євангеліста Іоанна Богослова, і лівим в ім'я святої Великомучениці Варвари була закладена 28 червня 1812 року. Дерев'яну церкву розібрали, що залишився від неї придатний матеріал використали на огорожу. 
У 1834 році кам'яна церква постала в центрі станиці. Недалеко від станиці знаходилися багаті поклади каменю-черепашнику. Місцеві жителі добували вручну цей камінь, вивозили його на биках і будували з нього вдома. З такого ж каменю була побудована церква .
У 1930-ті роки храм був закритий і повторно відкритий перед початком війни. За час антирелігійної пропаганди нацистської окупації церкви було завдано значної шкоди. Місцевим прихожанам довелося відновлювати не тільки сама будівля, але й втрачені ікони. У 1961 році церква знову була закрита, і вже надовго. У приміщенні розташовувалося сховище зерна і отрутохімікатів.
У будівлю заїжджали автомашини та гусеничні трактори, внаслідок чого вона сильно постраждала. Проте завдяки старанням місцевих жителів у 1992 році храм було відкрито знову. Відновлювальні роботи здійснювались силами парафіян. 17 квітня 2013 року Храм ікони Божої Матері «Одигітрія» в станиці Заплавської знайшов нові позолочені куполи з хрестами.
Навпроти церкви знаходиться школа. Вона була побудована в 1906 році. Спочатку вона була церковно-приходською, а потім стала початковою.